# Cymrita
La cymrita és un mineral de la classe dels silicats. Rep el seu nom de Cymru el nom en gal·lès de Gal·les, on va ser descoberta.

## Característiques
La cymrita és un fil·losilicat de fórmula química BaAl₂Si₂(O,OH)₈·H₂O. Cristal·litza en el sistema monoclínic. La seva duresa a l'escala de Mohs es troba entre 2 i 3.
Segons la classificació de Nickel-Strunz, la cymrita pertany a «09.EG - Fil·losilicats amb xarxes dobles amb 6-enllaços més grans» juntament amb els següents minerals: naujakasita, manganonaujakasita, dmisteinbergita, kampfita, strätlingita, vertumnita, eggletonita, ganofil·lita, tamaïta, coombsita, zussmanita, franklinfil·lita, lennilenapeïta, parsettensita, estilpnomelana, latiumita, tuscanita, jagoïta, wickenburgita, hyttsjoïta, armbrusterita, britvinita i bannisterita.

## Formació i jaciments
Va ser descoberta l'any 1949 a la mina Benallt, a Rhiw, Llanfaelrhys (Gwynedd, Gal·les). Sol trobar-se associada a altres minerals com: ganofil·lita, calcita, albita, lawsonita, hialotequita, banalsita, hialofana, hedifana i biotita.